# Ungerska Riksförbundet i Sverige
Ungerska Riksförbundet i Sverige (UR) är en riksorganisation för civila sammanslutningar av sverigeungrare som bildades 1976. Ungerska Riksförbundet i Sverige (UR), Svédországi Magyarok Országos Szövetsége, har sedan 1971 sitt säte i fastigheten Ungerska huset, Magyar Ház i Ulvsunda i Bromma, väster om Stockholm. I Kristianstad finns också ett Ungerska Huset, Ungerska Huset i Kristianstad. Från och med 1 juli 2005 finns huset i UR:s ägo. Huset ligger på Norravägen 2 i stadsdelen Hedentorp i Kristianstad, vid E 22.

## Historik om Ungerska Riksförbundet
Till Ungerska Riksförbundets förste ordförande valdes dr Alajos Rezsöfi, som förde klubban till 1983. Han efterträddes av Ernö Jakabffy, till 1994. Jakabffys ordförandeskap sammanföll med perioden som förebådade förändringarna, samt med den demokratiska omvälvningen i Ungern. Till följd av sina uppgifter som vice ordförande i Ungerska Världsförbundet, som han åtog sig 1993, ville Jakabffy ej kandidera i UR. Därför utsåg UR:s årsmöte 1994 Szabolcs Bihari till ny ordförande.
Ett viktigt mål för bildandet av Kommittén var att kunna delta i och att påverka den svenska invandringspolitiken. Vidare var ett viktigt mål att motsvara alla de krav som ställts på föreningar för erhållande av svenskt statsstöd. Ett av kraven förutsatte skapandet av en demokratiskt vald ansvarig organisation som var kapabel att representera övriga anslutna invandrarföreningar.
Föregångaren till Ungerska Riksförbundet i Sverige (UR) grundades 1974, då ordförandena för några ungerska föreningar i Stockholm och landsorten beslöt att bilda Rikskommittén. Initiativet och processens igångsättande förknippas intimt med namnet på ordföranden för Ungerska Föreningen i Södertälje, Ervin Pákh. Några andra personer som gjort betydande insatser i bildandet av Kommittén är Bálint Szendroi, Theodor Berkovits, Sándor Polgári, Pál Kellner och Endre Ásvány.

## Bilder av Ungerska Huset i Stockholm

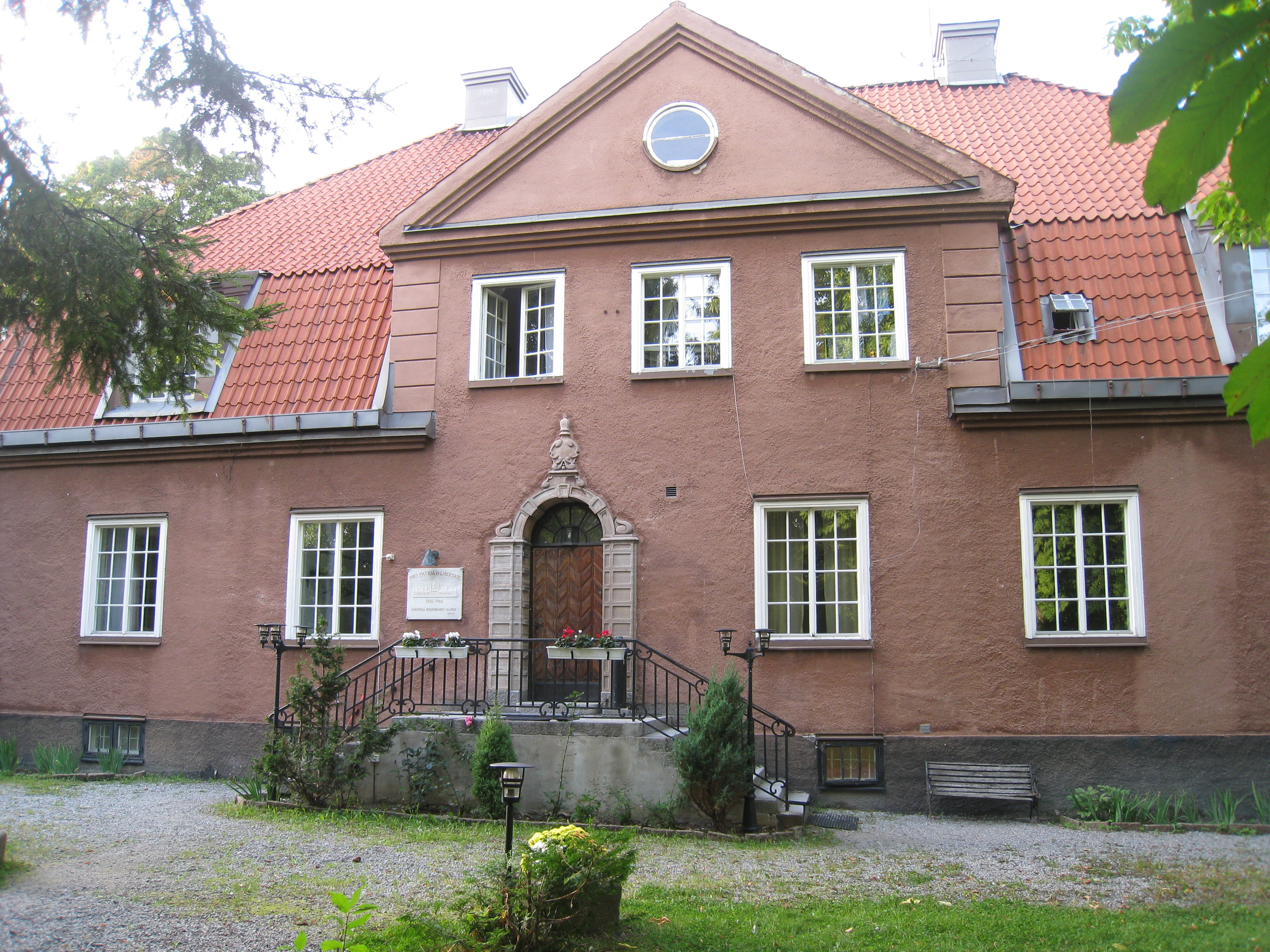
Ungerska Huset på Lövåsvägen 12 i Ulvsunda i Bromma.
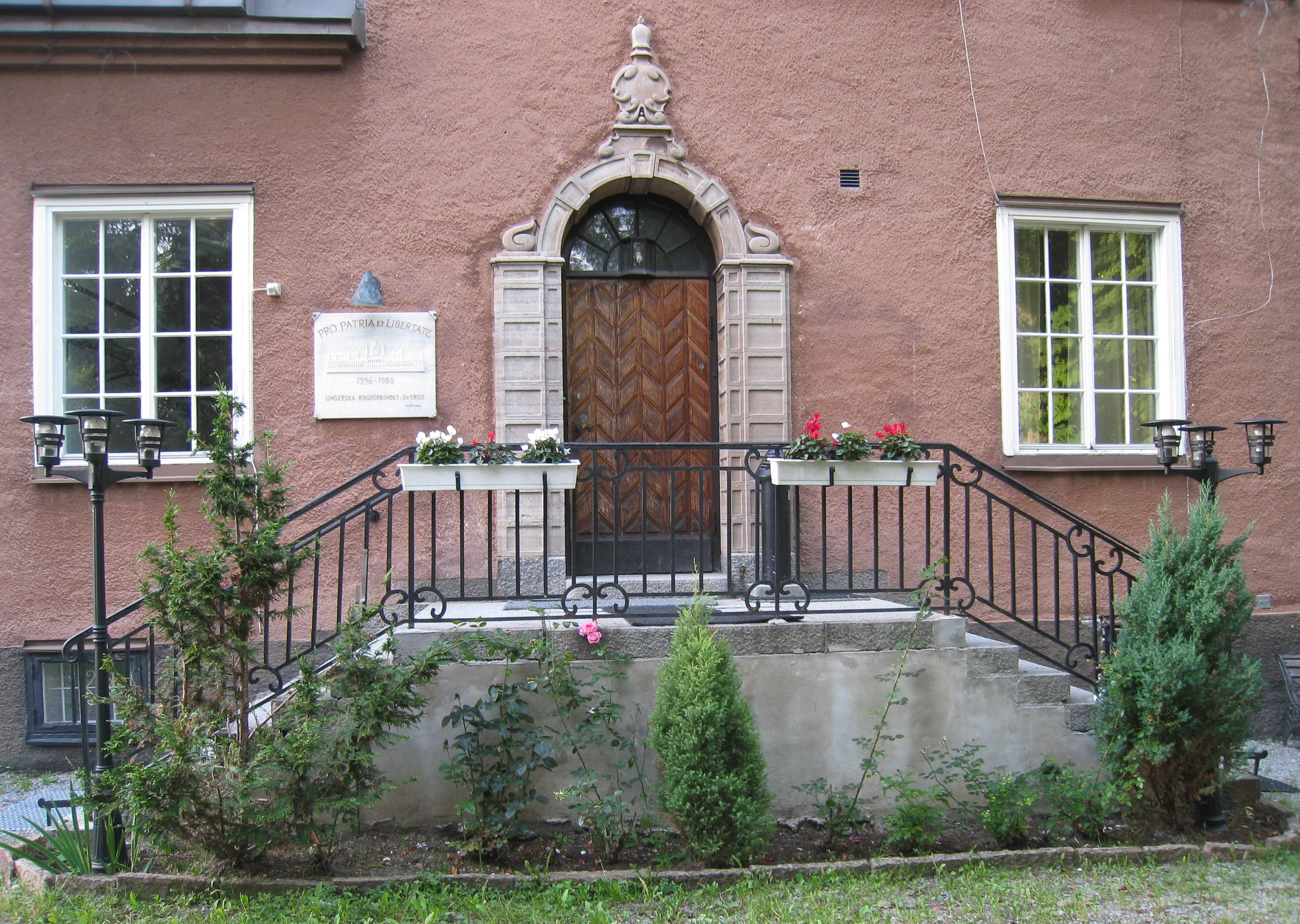
Entrén till Ungerska Huset (Magyar Ház) med skylten till vänster på fasaden.
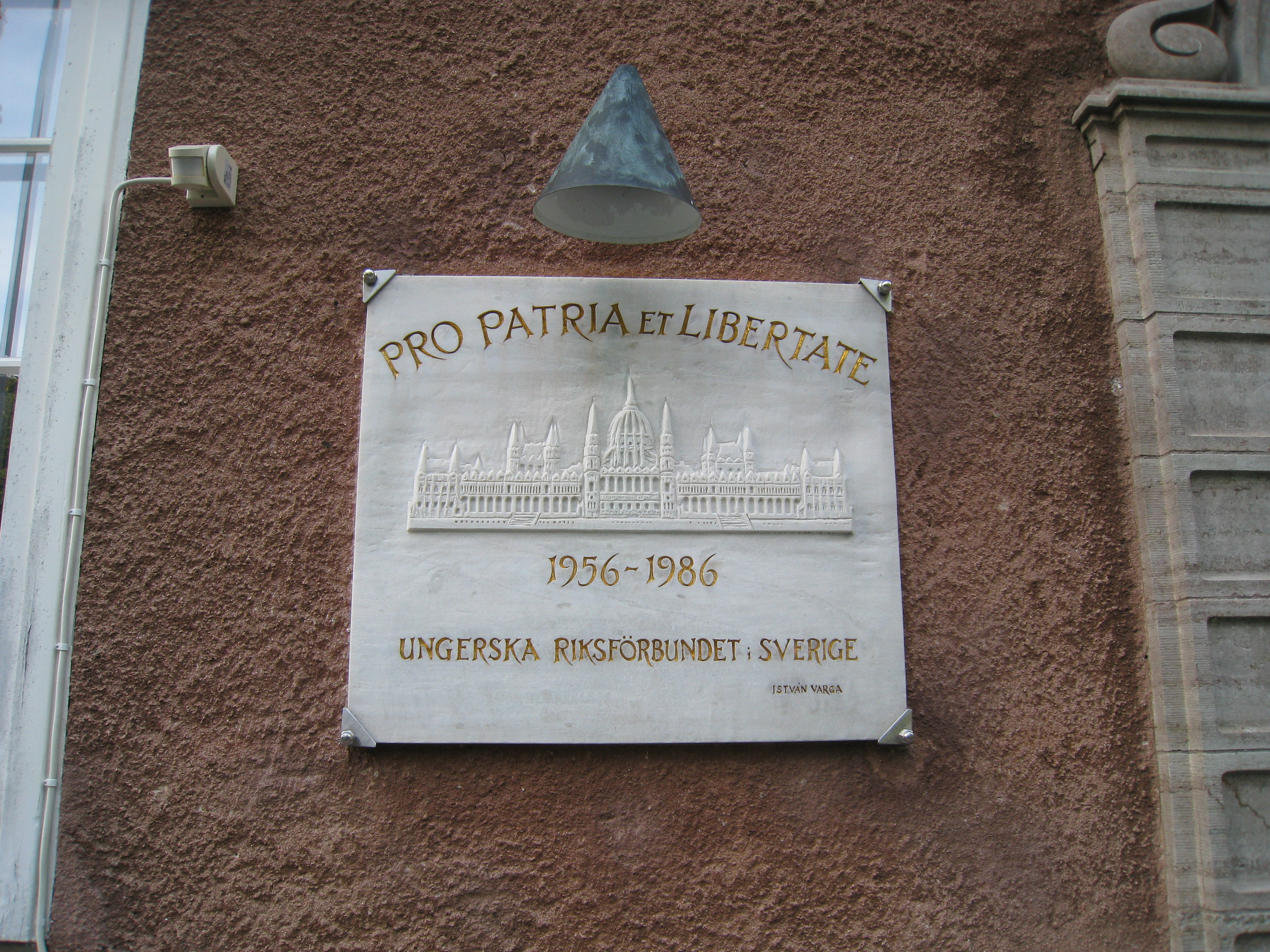
Pro Patria et Liberate 1956-1986, Ungerska Riksförbundet i Sverige, István Varga.
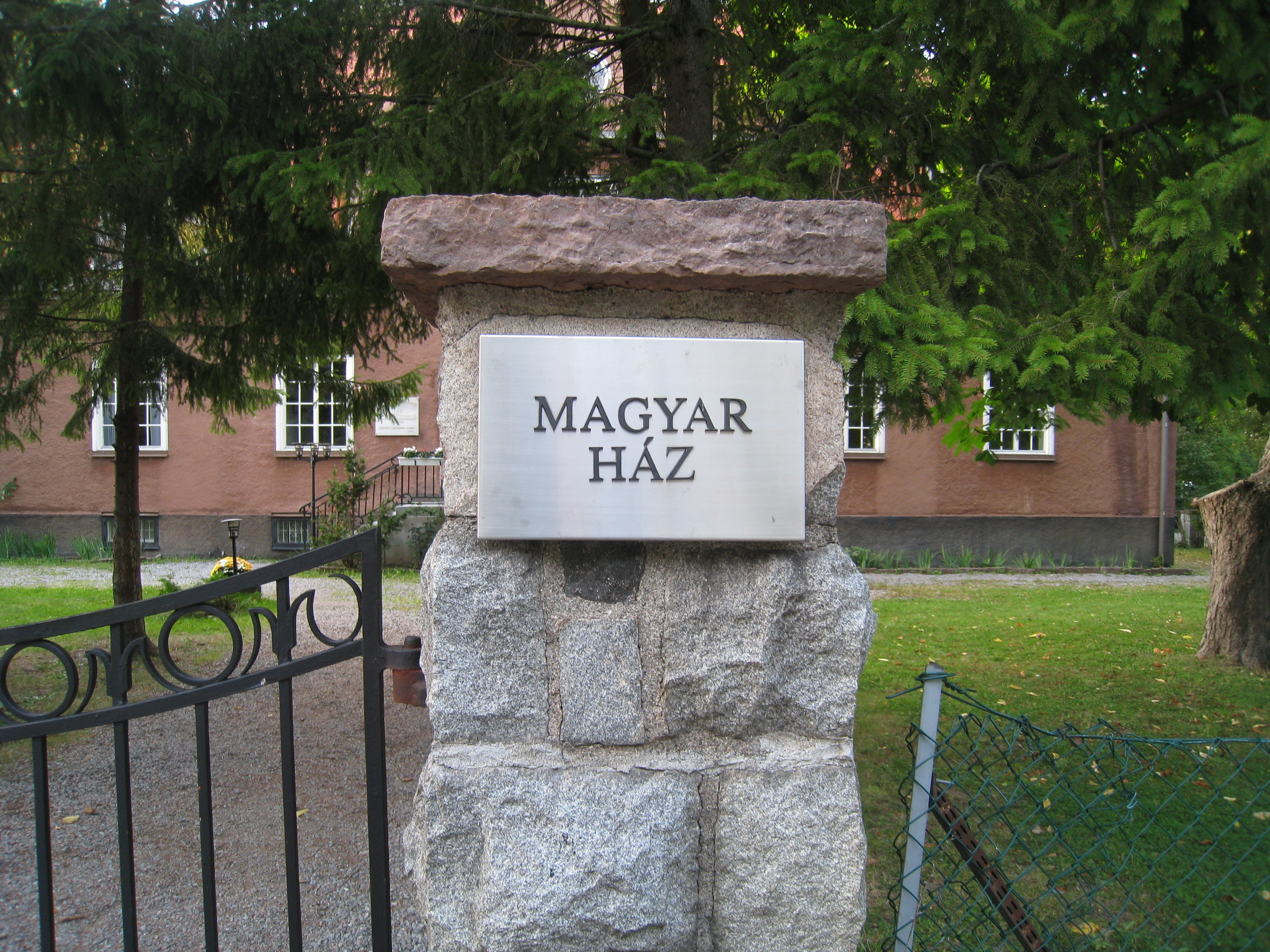
Den ena grindstolpen till Magyar Ház.

## Historik om Ungerska Huset i Stockholm
Ungerska Riksförbundet och lokala föreningar har sedan 1971 sitt säte i fastigheten Ungerska Huset, Magyar Ház. Huset ligger vid Lövåsvägen 12 i Ulvsunda i Bromma väster om Stockholm och var tidigare Ulvsunda prästgård, en prästgård för Bromma församlings präster, och fungerade som sådan under åren 1914-1971. 1912-1914 byggdes och invigdes fastigheten som en ny prästgård för Bromma församlings präster. Huset låg på Boställsvägen, som hade namn efter Ulvsunda prästgård, och fungerade som prästgård 1914-1971. En tid hade man här pastorsexpedition och vigselrum. Ursprungligt namn på vägen var Lövåsvägen och idag heter vägen åter Lövåsvägen. Huset, det nuvarande Magyar Ház, byggdes 1914 och är en flerplansvilla. Villan ligger söder om Ulvsunda slott, mellan Ulvsunda slottspark och grönområdet kring Lillsjön, i korsningen Ulvsunda Slottsväg och Lövåsvägen, i kvarteret Prästgården i stadsdelen Ulvsunda. Fastigheten heter idag Ulvsunda prästgård, men före församlingsdelningen 1955 hette prästgården Bromma prästgård.